# 窑淮镇
窑淮镇，是中华人民共和国湖北省十堰市房县下辖的一个乡镇级行政单位。

## 行政区划
窑淮镇下辖以下地区：
淮水村、界山村、陈家铺村、长峪河村、窑场村、里乐城村、铺沟村、观音堂村、三岔村、东沟村、西沟村、化鱼合村、后河村和阳坪村。